# Борки (Мендыкаринский район)
Борки (каз. Борки) — село в Мендыкаринском районе Костанайской области Казахстана. Входит в состав Михайловского сельского округа. До 2019 года являлось центром упразднённого Борковского сельского округа. Находится примерно в 26 км к юго-востоку от районного центра, села Боровского. Код КАТО — 395635100.

## Население
В 1999 году население села составляло 1387 человек (688 мужчин и 699 женщин). По данным переписи 2009 года, в селе проживало 1098 человек (560 мужчин и 538 женщин). По данным переписи 2021 года, в селе проживало 304 человека (164 мужчины и 140 женщин).